# کولیما
کولیما (به اسپانیایی: Colima) یکی از ۳۱ ایالتی است که روی هم با مکزیکو سیتی ، ۳۲ استان فدرال مکزیک را تشکیل می‌دهند.

## نامگذاری
ریشهٔ نامش در زبان ناوواتل (یکی از زبانهای بومی مکزیک) می‌آید که به شاهنشاهی باستانی کولیمن نسبت داده می‌شود. کولی(Colli) نشان دهند کوه، اتشفشان یا نیاکان و ماییتل(Maitl) که دست یا زمین معنی می‌دهد. کولیما جایگاهیست که خدای باستانی و خدای آتش فرمانروایی دارند.

## دیدنیها
از دیدنیهای شهر پارک مرکزی آن است که، مثل بیشتر شهرهای مکزیک، کیوسکی در میان آن قرار دارد. در این میدان ساختمانها معماری دوران تسلط اسپانیایی را حفظ کردند. نقاشیهای دیواری درون بنای استانداری مربوط به قرن اخیر می‌باشد و سعی در معرفی اشخاص و اتفاقات مهم سرزمین دارد.

### پارک "سنگ لیز

سنگ لیز

یکی از پارک‌های معروف شهر "سنگ لیز" نام دارد. شهرت این پارک به خاطر وجود یک سنگ عظیم از بقایای گدازه‌های آتشفشان در دوران بسیار قدیم با سطحی کاملاً صیقلی می‌باشد. این سنگ به عنوان سرسره اسباب بازی و سرگرمی بچه‌ها ست. اما اهمیت اصلی این سنگ به افسانه‌های وابسته به این سنگ مرموز برمیگردد. مردم کلیما معتقدند که هر کس روی این سنگ سر خورد، باز هم به کلیما خواهد رفت. و به این وسیله این سنگ مورد علاقهٔ توریستهای کلیما می‌باشد.
پاسیو یکی از المانهای مهم معماری بومی منطقه هست که چه در ساختمانهای عمومی و چه در بیشتر خانه‌ها همچنان یافت می‌شود.
در کنار بناهای مدرن شهر نشان‌هایی از معماری و سمبلهای بومی در بناهای شهر پیدا می‌شود. 
در میدان ورودی شهر مجسمه‌ای از فرماندار کلیما، پیش از تسلط اسپانیایی ها، قرار داده شده‌است.
سمبل کلیما دو سگ (از نژادی انقراض یافته) و در آغوش یکدیگر، می‌باشد.

## خوراک
خوراک‌های دریایی، سالاد سبزیجات بومی و غذاهای تهی شده از گوشت و بخصوص چربی خوک، از جمله قزهی هستند که در کلیما فراوان تهیه می‌شوند.
مصرف نان اکثراً در غذاهای روزانه با ترتیا (تهیه شده از آرد ذرت) جایگزین می‌شود. تعداد زیادی از غذاها نیز از برنج، آواکادو، ذرت، پیاز، لیمو، جعفری استفاده می‌شود.
خوراکه بومی، ترکیبی از پخته و نپخته، سرد و گرم می‌باشد. سس‌های مختلف از گوجهٔ سبز، فلفل، ... در طول غذا به آن اضافه می‌شود.
یک نوع بستنی یا یخمک به نامه "پلتا" از دیگر خوراکیهای معروف شهر است.
در اکثر رستورانهای سنتی از صندلیهای دست ساز بومی استفاده می‌شود. این صندلیها "اکیپلس " از چوب نخل با روکشی چرمی از پوست خوک تهیه شده‌اند.

## نگارخانه

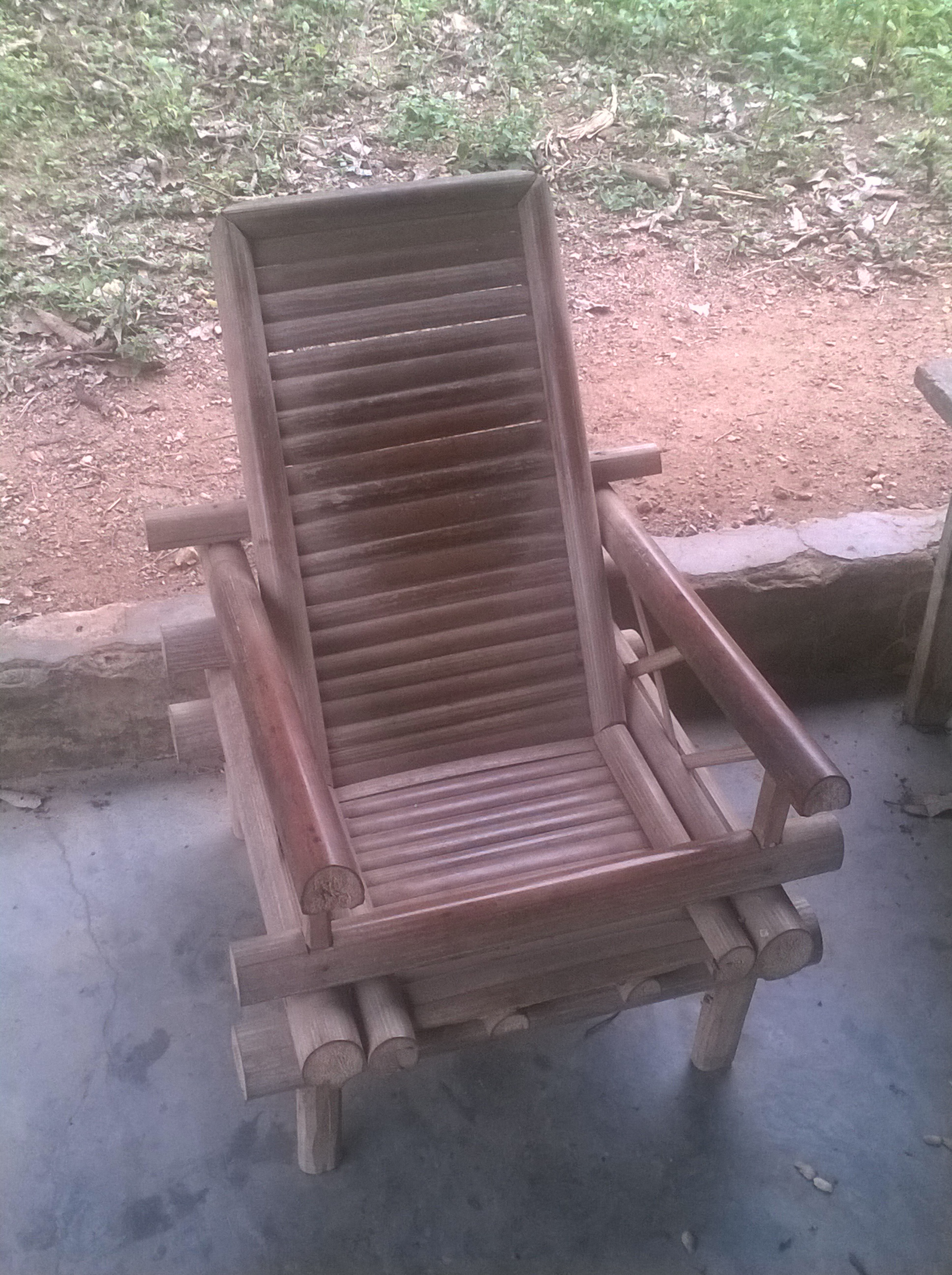
اکیپلس
سویچه
سمبل کلیما

میدان ورودی شهر
درون استانداری